# Viktor Szilágyi
Viktor Szilágyi (Budapest, 16 de septiembre de 1978) fue un jugador de balonmano austriaco, nacido en Hungría, que se desempeñaba de central. Su último equipo fue el Bergischer HC alemán.
Fue un componente de la selección de balonmano de Austria, a pesar de haber nacido en Budapest, la capital de Hungría. Es considerado uno de los mejores jugadores de balonmano de la historia de su país, ya que con la selección austriaca jugó 201 partidos, en los que marcó 898 goles.

## Palmarés

### TUSEM Essen
- Copa EHF (1): 2005

### Kiel
- Liga de Alemania de balonmano (3): 2006, 2007, 2008
- Copa de Alemania de balonmano (2): 2007, 2008
- Supercopa de Alemania de balonmano (2): 2005, 2007
- Liga de Campeones de la EHF (1): 2007

### Gummersbach
- Copa EHF (1): 2009
- Recopa de Europa de Balonmano (1): 2010

### Flensburg
- Recopa de Europa de Balonmano (1): 2012

## Clubes
- Union St. Polten ( -1999)
- ATSV Innsbruck (1999-2000)
- TSV Bayer Dormagen (1999-2000)
- TUSEM Essen (2001-2005)
- THW Kiel (2005-2008)
- VfL Gummersbach (2008-2010)
- SG Flensburg-Handewitt (2010-2012)
- Bergischer HC (2012-2017)